# 萨巴赫·萨利姆·萨巴赫
萨巴赫·萨利姆·萨巴赫（阿拉伯语：صباح السالم الصباح，1913年4月12日—1977年12月31日），通称萨巴赫三世，是科威特第12代统治者，于1965年11月24日至1977年12月31日在位。其父亲是科威特第9代统治者萨利姆·穆巴拉克·萨巴赫。

## 生平
1913年4月12日出生于科威特。
1953-1959年担任科威特警务处长，1959-1961年任公共卫生部部长，1962-1963年任科威特副首相兼外交部长，1963-1965年任第2任科威特首相。
1962年10月29日，成为科威特指定继承人。1965年11月24日，埃米尔阿卜杜拉三世去世，萨巴赫即位为埃米尔。
1968年1月，在贝鲁特同利比亚、沙特阿拉伯组成了阿拉伯石油输出国组织（OAPEC），并将总部设在科威特。
1971年3月科威特同中国建交后，8月萨巴赫接受了中国首任驻科威特大使孙盛渭递交的国书。1977年5月孙盛渭大使离任前，萨巴赫再次接见了他，并赞扬了科中友好关系的不断发展。
1977年因癌症去世。

## 荣誉

### 国内
- 穆巴拉克大帝勋章（英语：Order of Mubarak the Great）
- 科威特勋章（英语：Order of Kuwait）
- 国防勋章
- 军事责任勋章

### 国外
- 波斯帝国成立2500周年庆典纪念勋章（1971年10月14日）[6]